# Skär trädkaktus
Skär trädkaktus (Pereskia grandifolia) är en något suckulent växtart inom trädkaktussläktet (Pereskia) och familjen kaktusväxter. 

## Beskrivning
Bladen hos denna buske är något köttiga och kan lagra en liten mängd vätska. Vid varje bladveck finns en areol med tillhörande tagg, som blir från 1,2 till 3,5 centimeter lång. Det mesta utvecklas just ur areolerna, det vill säga taggar, blad och blommor, men det gäller ju alla växter inom familjen cactaceae. Blomning sker under sommaren och då med rosa till lilarosa blommor.